# Fiorenza Sanudo

Armes des Sanudi, ducs de Naxos

Florence (Fiorenza) Sanudo (morte en 1371) était la fille et le successeur de Giovanni Sanudo et de sa femme Maria à la tête du duché de Naxos, à partir de 1362. Elle régna avec son mari et cousin Nicolas Sanudo Spezzabanda jusqu'à sa mort.

## Famille et jeunesse
La famille Sanudo aurait fourni divers doges à la Sérénissime. Un Marco Sanudo est attesté dans la seconde moitié du XIe siècle. Il aurait exercé diverses fonctions pour la république de Venise dont ambassadeur à Constantinople d'où son surnom de Costantinopolitani (le « Constantinopolitain »). Son fils Pietro épousa Zabarella, une sœur du doge Enrico Dandolo. De ce mariage seraient nés trois fils dont Marco Sanudo, le fondateur de la dynastie. Il participa à la quatrième croisade en 1204 puis fonda le duché de Naxos. Il fit construire une nouvelle capitale autour de sa forteresse, le castro sur l'île de Naxos. Il lutta aux côtés de Venise et de son suzerain l'empereur latin. Angelo Sanudo, son fils, passa la plus grande partie de sa vie à guerroyer, principalement pour ses suzerains l'empereur latin puis après 1248 le prince d'Achaïe. Le règne de son fils, Marco II Sanudo, fut perturbé. Le duché de Naxos ne cessa de rétrécir sous les coups de l'Empire byzantin.
Le règne du grand-père de Fiorenza, Guglielmo Sanudo fut marqué par l'arrivée de deux nouvelles menaces dans l'Égée : les Catalans et les Turcs Seldjoukides. Les petits seigneurs des Cyclades, vassaux du duché de Naxos, face à ce double danger, se tournèrent de plus en plus vers Venise plus à même de les protéger que leur suzerain. Guglielmo chercha un appui chez les Hospitaliers de Saint-Jean de Jérusalem. Un des fils, oncle de Fiorenza, rejoignit l'ordre. Dans la même perspective d'alliances, l'aîné, Niccolò Sanudo épousa une jeune femme de la famille de Brienne, liant le duché de Naxos avec le duché d'Athènes de Gautier de Brienne. Niccolò mourut sans héritier. Le père de Fiorenza, Giovanni Sanudo lui succéda. Durant son règne Naxos fut ravagée par Umur Bey, l'émir d'Aydın en 1344. Durant la guerre entre la république de Venise et la république de Gênes, Naxos fut attaqué en 1351 par des galères génoises qui s'emparèrent de toute la famille du duc Giovanni, dont Fiorenza. Ils furent retenus prisonniers à Gênes pendant trois ans.

## Duchesse de Naxos
Le premier mari de Fiorenza Sanudo fut Giovanni dalle Carceri, seigneur des deux-tiers de l'Eubée, mais il mourut en 1358, avant qu'elle ne devienne duchesse à la mort de son père fin 1361 ou 1362. Son remariage était une question diplomatique que contrôlaient très étroitement les républiques génoises et vénitiennes. Le choix pouvait en effet faire pencher l'équilibre des pouvoirs en Égée en faveur de l'une ou l'autre.
En 1361, Venise s'opoosa ainsi à un projet de mariage avec le Génois Pietro Recanelli, capitaine de Smyrne et membre de la mahona de Chios. 
L'année suivante, elle choisit un Florentin, établi à Corinthe, Nerio Acciaiuoli, qui devint ensuite duc d'Athènes. Mais, Nerio Acciaiuoli était trop proche des Angevins de Naples pour la république de Venise. Cette dernière envoya une galère à Naxos pour capturer Fiorenza et l'emmener en Crète. Là, on la persuada gentiment mais fermement d'épouser son cousin Niccolo Sanudo Spezzabanda, descendant d'un frère du 4e duc Guglielmo Sanudo, en 1364. Il devint donc le duc Niccolo II et régna avec son épouse.
Le rapprochement entre les deux parties de la famille et les deux îles fut immédiatement mis à profit par Venise qui utilisa des troupes de Naxos et d'Eubée pour mater une révolte en Crète.
Elle mourut en 1371 et c'est son fils Niccolo dalle Carceri, fils de son premier mari, qui lui succéda, sous la régence de Spezzabanda.
De son cousin, elle n'eut que des filles :
- Maria Sanuda, héritière de l'île d'Andros, épouse de Gaspard Sommaripa[7]
- Elixa (ou Elissabeta)

## Arbre généalogique
|  |  |                                             |                                             |                                             |                                             |                                             |                                             |                                |                                |                                                   |                                                   |                                                   |                                                   |                                                   |                                                   |                                          |                                          | Marco Sanudo Constantinopolitani                                 |                                                                  |                                                                  |                                                                  |                                                                  |                                                                  |                                   |                                   |                                                           |                                                           |                                                           |                                                           |                                                           |                                                           |                                     |                                     |                                                 |                                                 |                                                 |                                                 |                                                 |                                                 |  |  |  |  |  |  |  |  |  |  |  |  |  |  |  |  |  |  |  |  |  |  |  |  |  |  |  |  |  |  |  |  |
|  |  |                                             |                                             |                                             |                                             |                                             |                                             |                                |                                |                                                   |                                                   |                                                   |                                                   |                                                   |                                                   |                                          |                                          |                                                                  |                                                                  |                                                                  |                                                                  |                                                                  |                                                                  |                                   |                                   |                                                           |                                                           |                                                           |                                                           |                                                           |                                                           |                                     |                                     |                                                 |                                                 |                                                 |                                                 |                                                 |                                                 |  |  |  |  |  |  |  |  |  |  |  |  |  |  |  |  |  |  |  |  |  |  |  |  |  |  |  |  |  |  |  |  |
|  |  |                                             |                                             |                                             |                                             |                                             |                                             |                                |                                |                                                   |                                                   |                                                   |                                                   |                                                   |                                                   |                                          |                                          |                                                                  |                                                                  |                                                                  |                                                                  |                                                                  |                                                                  |                                   |                                   |                                                           |                                                           |                                                           |                                                           |                                                           |                                                           |                                     |                                     |                                                 |                                                 |                                                 |                                                 |                                                 |                                                 |  |  |  |  |  |  |  |  |  |  |  |  |  |  |  |  |  |  |  |  |  |  |  |  |  |  |  |  |  |  |  |  |
|  |  | Enrico Dandolo (doge de Venise)             | Enrico Dandolo (doge de Venise)             | Enrico Dandolo (doge de Venise)             | Enrico Dandolo (doge de Venise)             | Enrico Dandolo (doge de Venise)             | Enrico Dandolo (doge de Venise)             |                                |                                | une sœur d'Enrico                                 | une sœur d'Enrico                                 | une sœur d'Enrico                                 | une sœur d'Enrico                                 | une sœur d'Enrico                                 | une sœur d'Enrico                                 |                                          |                                          | Pietro Sanudo                                                    | Pietro Sanudo                                                    | Pietro Sanudo                                                    | Pietro Sanudo                                                    | Pietro Sanudo                                                    | Pietro Sanudo                                                    |                                   |                                   |                                                           |                                                           |                                                           |                                                           |                                                           |                                                           |                                     |                                     |                                                 |                                                 |                                                 |                                                 |                                                 |                                                 |  |  |  |  |  |  |  |  |  |  |  |  |  |  |  |  |  |  |  |  |  |  |  |  |  |  |  |  |  |  |  |  |
|  |  | Enrico Dandolo (doge de Venise)             | Enrico Dandolo (doge de Venise)             | Enrico Dandolo (doge de Venise)             | Enrico Dandolo (doge de Venise)             | Enrico Dandolo (doge de Venise)             | Enrico Dandolo (doge de Venise)             |                                |                                | une sœur d'Enrico                                 | une sœur d'Enrico                                 | une sœur d'Enrico                                 | une sœur d'Enrico                                 | une sœur d'Enrico                                 | une sœur d'Enrico                                 |                                          |                                          | Pietro Sanudo                                                    | Pietro Sanudo                                                    | Pietro Sanudo                                                    | Pietro Sanudo                                                    | Pietro Sanudo                                                    | Pietro Sanudo                                                    |                                   |                                   |                                                           |                                                           |                                                           |                                                           |                                                           |                                                           |                                     |                                     |                                                 |                                                 |                                                 |                                                 |                                                 |                                                 |  |  |  |  |  |  |  |  |  |  |  |  |  |  |  |  |  |  |  |  |  |  |  |  |  |  |  |  |  |  |  |  |
|  |  |                                             |                                             |                                             |                                             |                                             |                                             |                                |                                |                                                   |                                                   |                                                   |                                                   |                                                   |                                                   |                                          |                                          |                                                                  |                                                                  |                                                                  |                                                                  |                                                                  |                                                                  |                                   |                                   |                                                           |                                                           |                                                           |                                                           |                                                           |                                                           |                                     |                                     |                                                 |                                                 |                                                 |                                                 |                                                 |                                                 |  |  |  |  |  |  |  |  |  |  |  |  |  |  |  |  |  |  |  |  |  |  |  |  |  |  |  |  |  |  |  |  |
|  |  |                                             |                                             |                                             |                                             |                                             |                                             |                                |                                |                                                   |                                                   |                                                   |                                                   |                                                   |                                                   |                                          |                                          |                                                                  |                                                                  |                                                                  |                                                                  |                                                                  |                                                                  |                                   |                                   |                                                           |                                                           |                                                           |                                                           |                                                           |                                                           |                                     |                                     |                                                 |                                                 |                                                 |                                                 |                                                 |                                                 |  |  |  |  |  |  |  |  |  |  |  |  |  |  |  |  |  |  |  |  |  |  |  |  |  |  |  |  |  |  |  |  |
|  |  | Bernardo Sanudo                             | Bernardo Sanudo                             | Bernardo Sanudo                             | Bernardo Sanudo                             | Bernardo Sanudo                             | Bernardo Sanudo                             |                                |                                | Lunardo Sanudo                                    | Lunardo Sanudo                                    | Lunardo Sanudo                                    | Lunardo Sanudo                                    | Lunardo Sanudo                                    | Lunardo Sanudo                                    |                                          |                                          | 1. Inconnue                                                      | 1. Inconnue                                                      | 1. Inconnue                                                      | 1. Inconnue                                                      | 1. Inconnue                                                      | 1. Inconnue                                                      |                                   |                                   | Marco Sanudo 1205 ? - 1227 ?                              | Marco Sanudo 1205 ? - 1227 ?                              | Marco Sanudo 1205 ? - 1227 ?                              | Marco Sanudo 1205 ? - 1227 ?                              | Marco Sanudo 1205 ? - 1227 ?                              | Marco Sanudo 1205 ? - 1227 ?                              |                                     |                                     | 2. Une sœur de l'empereur (latin ou de Nicée ?) | 2. Une sœur de l'empereur (latin ou de Nicée ?) | 2. Une sœur de l'empereur (latin ou de Nicée ?) | 2. Une sœur de l'empereur (latin ou de Nicée ?) | 2. Une sœur de l'empereur (latin ou de Nicée ?) | 2. Une sœur de l'empereur (latin ou de Nicée ?) |  |  |  |  |  |  |  |  |  |  |  |  |  |  |  |  |  |  |  |  |  |  |  |  |  |  |  |  |  |  |  |  |
|  |  | Bernardo Sanudo                             | Bernardo Sanudo                             | Bernardo Sanudo                             | Bernardo Sanudo                             | Bernardo Sanudo                             | Bernardo Sanudo                             |                                |                                | Lunardo Sanudo                                    | Lunardo Sanudo                                    | Lunardo Sanudo                                    | Lunardo Sanudo                                    | Lunardo Sanudo                                    | Lunardo Sanudo                                    |                                          |                                          | 1. Inconnue                                                      | 1. Inconnue                                                      | 1. Inconnue                                                      | 1. Inconnue                                                      | 1. Inconnue                                                      | 1. Inconnue                                                      |                                   |                                   | Marco Sanudo 1205 ? - 1227 ?                              | Marco Sanudo 1205 ? - 1227 ?                              | Marco Sanudo 1205 ? - 1227 ?                              | Marco Sanudo 1205 ? - 1227 ?                              | Marco Sanudo 1205 ? - 1227 ?                              | Marco Sanudo 1205 ? - 1227 ?                              |                                     |                                     | 2. Une sœur de l'empereur (latin ou de Nicée ?) | 2. Une sœur de l'empereur (latin ou de Nicée ?) | 2. Une sœur de l'empereur (latin ou de Nicée ?) | 2. Une sœur de l'empereur (latin ou de Nicée ?) | 2. Une sœur de l'empereur (latin ou de Nicée ?) | 2. Une sœur de l'empereur (latin ou de Nicée ?) |  |  |  |  |  |  |  |  |  |  |  |  |  |  |  |  |  |  |  |  |  |  |  |  |  |  |  |  |  |  |  |  |
|  |  |                                             |                                             |                                             |                                             |                                             |                                             |                                |                                |                                                   |                                                   |                                                   |                                                   |                                                   |                                                   |                                          |                                          |                                                                  |                                                                  |                                                                  |                                                                  |                                                                  |                                                                  |                                   |                                   |                                                           |                                                           |                                                           |                                                           |                                                           |                                                           |                                     |                                     |                                                 |                                                 |                                                 |                                                 |                                                 |                                                 |  |  |  |  |  |  |  |  |  |  |  |  |  |  |  |  |  |  |  |  |  |  |  |  |  |  |  |  |  |  |  |  |
|  |  |                                             |                                             |                                             |                                             |                                             |                                             |                                |                                |                                                   |                                                   |                                                   |                                                   | une fille de Macaire de Sainte-Menehould          | une fille de Macaire de Sainte-Menehould          | une fille de Macaire de Sainte-Menehould | une fille de Macaire de Sainte-Menehould | une fille de Macaire de Sainte-Menehould                         | une fille de Macaire de Sainte-Menehould                         |                                                                  |                                                                  | Angelo Sanudo 1227 ? - 1262 ?                                    | Angelo Sanudo 1227 ? - 1262 ?                                    | Angelo Sanudo 1227 ? - 1262 ?     | Angelo Sanudo 1227 ? - 1262 ?     | Angelo Sanudo 1227 ? - 1262 ?                             | Angelo Sanudo 1227 ? - 1262 ?                             |                                                           |                                                           | Giovanni Sanudo (installé en Eubée)                       | Giovanni Sanudo (installé en Eubée)                       | Giovanni Sanudo (installé en Eubée) | Giovanni Sanudo (installé en Eubée) | Giovanni Sanudo (installé en Eubée)             | Giovanni Sanudo (installé en Eubée)             |                                                 |                                                 |                                                 |                                                 |  |  |  |  |  |  |  |  |  |  |  |  |  |  |  |  |  |  |  |  |  |  |  |  |  |  |  |  |  |  |  |  |
|  |  |                                             |                                             |                                             |                                             |                                             |                                             |                                |                                |                                                   |                                                   |                                                   |                                                   | une fille de Macaire de Sainte-Menehould          | une fille de Macaire de Sainte-Menehould          | une fille de Macaire de Sainte-Menehould | une fille de Macaire de Sainte-Menehould | une fille de Macaire de Sainte-Menehould                         | une fille de Macaire de Sainte-Menehould                         |                                                                  |                                                                  | Angelo Sanudo 1227 ? - 1262 ?                                    | Angelo Sanudo 1227 ? - 1262 ?                                    | Angelo Sanudo 1227 ? - 1262 ?     | Angelo Sanudo 1227 ? - 1262 ?     | Angelo Sanudo 1227 ? - 1262 ?                             | Angelo Sanudo 1227 ? - 1262 ?                             |                                                           |                                                           | Giovanni Sanudo (installé en Eubée)                       | Giovanni Sanudo (installé en Eubée)                       | Giovanni Sanudo (installé en Eubée) | Giovanni Sanudo (installé en Eubée) | Giovanni Sanudo (installé en Eubée)             | Giovanni Sanudo (installé en Eubée)             |                                                 |                                                 |                                                 |                                                 |  |  |  |  |  |  |  |  |  |  |  |  |  |  |  |  |  |  |  |  |  |  |  |  |  |  |  |  |  |  |  |  |
|  |  |                                             |                                             |                                             |                                             |                                             |                                             |                                |                                |                                                   |                                                   |                                                   |                                                   |                                                   |                                                   |                                          |                                          |                                                                  |                                                                  |                                                                  |                                                                  |                                                                  |                                                                  |                                   |                                   |                                                           |                                                           |                                                           |                                                           |                                                           |                                                           |                                     |                                     |                                                 |                                                 |                                                 |                                                 |                                                 |                                                 |  |  |  |  |  |  |  |  |  |  |  |  |  |  |  |  |  |  |  |  |  |  |  |  |  |  |  |  |  |  |  |  |
|  |  |                                             |                                             |                                             |                                             |                                             |                                             |                                |                                |                                                   |                                                   |                                                   |                                                   |                                                   |                                                   |                                          |                                          |                                                                  |                                                                  |                                                                  |                                                                  |                                                                  |                                                                  |                                   |                                   |                                                           |                                                           |                                                           |                                                           |                                                           |                                                           |                                     |                                     |                                                 |                                                 |                                                 |                                                 |                                                 |                                                 |  |  |  |  |  |  |  |  |  |  |  |  |  |  |  |  |  |  |  |  |  |  |  |  |  |  |  |  |  |  |  |  |
|  |  |                                             |                                             |                                             |                                             |                                             |                                             |                                |                                | une fille ∞ Paolo Navigaioso (seigneur de Lemnos) | une fille ∞ Paolo Navigaioso (seigneur de Lemnos) | une fille ∞ Paolo Navigaioso (seigneur de Lemnos) | une fille ∞ Paolo Navigaioso (seigneur de Lemnos) | une fille ∞ Paolo Navigaioso (seigneur de Lemnos) | une fille ∞ Paolo Navigaioso (seigneur de Lemnos) |                                          |                                          | Marino Sanudo (apanage de Paros et Antiparos) ∞ Portia da Verona | Marino Sanudo (apanage de Paros et Antiparos) ∞ Portia da Verona | Marino Sanudo (apanage de Paros et Antiparos) ∞ Portia da Verona | Marino Sanudo (apanage de Paros et Antiparos) ∞ Portia da Verona | Marino Sanudo (apanage de Paros et Antiparos) ∞ Portia da Verona | Marino Sanudo (apanage de Paros et Antiparos) ∞ Portia da Verona |                                   |                                   | Marco II Sanudo 1262 ? - 1303                             | Marco II Sanudo 1262 ? - 1303                             | Marco II Sanudo 1262 ? - 1303                             | Marco II Sanudo 1262 ? - 1303                             | Marco II Sanudo 1262 ? - 1303                             | Marco II Sanudo 1262 ? - 1303                             |                                     |                                     |                                                 |                                                 |                                                 |                                                 |                                                 |                                                 |  |  |  |  |  |  |  |  |  |  |  |  |  |  |  |  |  |  |  |  |  |  |  |  |  |  |  |  |  |  |  |  |
|  |  |                                             |                                             |                                             |                                             |                                             |                                             |                                |                                | une fille ∞ Paolo Navigaioso (seigneur de Lemnos) | une fille ∞ Paolo Navigaioso (seigneur de Lemnos) | une fille ∞ Paolo Navigaioso (seigneur de Lemnos) | une fille ∞ Paolo Navigaioso (seigneur de Lemnos) | une fille ∞ Paolo Navigaioso (seigneur de Lemnos) | une fille ∞ Paolo Navigaioso (seigneur de Lemnos) |                                          |                                          | Marino Sanudo (apanage de Paros et Antiparos) ∞ Portia da Verona | Marino Sanudo (apanage de Paros et Antiparos) ∞ Portia da Verona | Marino Sanudo (apanage de Paros et Antiparos) ∞ Portia da Verona | Marino Sanudo (apanage de Paros et Antiparos) ∞ Portia da Verona | Marino Sanudo (apanage de Paros et Antiparos) ∞ Portia da Verona | Marino Sanudo (apanage de Paros et Antiparos) ∞ Portia da Verona |                                   |                                   | Marco II Sanudo 1262 ? - 1303                             | Marco II Sanudo 1262 ? - 1303                             | Marco II Sanudo 1262 ? - 1303                             | Marco II Sanudo 1262 ? - 1303                             | Marco II Sanudo 1262 ? - 1303                             | Marco II Sanudo 1262 ? - 1303                             |                                     |                                     |                                                 |                                                 |                                                 |                                                 |                                                 |                                                 |  |  |  |  |  |  |  |  |  |  |  |  |  |  |  |  |  |  |  |  |  |  |  |  |  |  |  |  |  |  |  |  |
|  |  |                                             |                                             |                                             |                                             |                                             |                                             |                                |                                |                                                   |                                                   |                                                   |                                                   |                                                   |                                                   |                                          |                                          |                                                                  |                                                                  |                                                                  |                                                                  |                                                                  |                                                                  |                                   |                                   |                                                           |                                                           |                                                           |                                                           |                                                           |                                                           |                                     |                                     |                                                 |                                                 |                                                 |                                                 |                                                 |                                                 |  |  |  |  |  |  |  |  |  |  |  |  |  |  |  |  |  |  |  |  |  |  |  |  |  |  |  |  |  |  |  |  |
|  |  |                                             |                                             |                                             |                                             |                                             |                                             |                                |                                |                                                   |                                                   |                                                   |                                                   |                                                   |                                                   |                                          |                                          | Guglielmo Sanudo 1303 - 1323                                     | Guglielmo Sanudo 1303 - 1323                                     | Guglielmo Sanudo 1303 - 1323                                     | Guglielmo Sanudo 1303 - 1323                                     | Guglielmo Sanudo 1303 - 1323                                     | Guglielmo Sanudo 1303 - 1323                                     |                                   |                                   | Francesco Sanudo (apanage de Milos) ∞ Cassandra de Durnay | Francesco Sanudo (apanage de Milos) ∞ Cassandra de Durnay | Francesco Sanudo (apanage de Milos) ∞ Cassandra de Durnay | Francesco Sanudo (apanage de Milos) ∞ Cassandra de Durnay | Francesco Sanudo (apanage de Milos) ∞ Cassandra de Durnay | Francesco Sanudo (apanage de Milos) ∞ Cassandra de Durnay |                                     |                                     | Marco Sanudo (apanages à Andros et en Eubée)    | Marco Sanudo (apanages à Andros et en Eubée)    | Marco Sanudo (apanages à Andros et en Eubée)    | Marco Sanudo (apanages à Andros et en Eubée)    | Marco Sanudo (apanages à Andros et en Eubée)    | Marco Sanudo (apanages à Andros et en Eubée)    |  |  |  |  |  |  |  |  |  |  |  |  |  |  |  |  |  |  |  |  |  |  |  |  |  |  |  |  |  |  |  |  |
|  |  |                                             |                                             |                                             |                                             |                                             |                                             |                                |                                |                                                   |                                                   |                                                   |                                                   |                                                   |                                                   |                                          |                                          | Guglielmo Sanudo 1303 - 1323                                     | Guglielmo Sanudo 1303 - 1323                                     | Guglielmo Sanudo 1303 - 1323                                     | Guglielmo Sanudo 1303 - 1323                                     | Guglielmo Sanudo 1303 - 1323                                     | Guglielmo Sanudo 1303 - 1323                                     |                                   |                                   | Francesco Sanudo (apanage de Milos) ∞ Cassandra de Durnay | Francesco Sanudo (apanage de Milos) ∞ Cassandra de Durnay | Francesco Sanudo (apanage de Milos) ∞ Cassandra de Durnay | Francesco Sanudo (apanage de Milos) ∞ Cassandra de Durnay | Francesco Sanudo (apanage de Milos) ∞ Cassandra de Durnay | Francesco Sanudo (apanage de Milos) ∞ Cassandra de Durnay |                                     |                                     | Marco Sanudo (apanages à Andros et en Eubée)    | Marco Sanudo (apanages à Andros et en Eubée)    | Marco Sanudo (apanages à Andros et en Eubée)    | Marco Sanudo (apanages à Andros et en Eubée)    | Marco Sanudo (apanages à Andros et en Eubée)    | Marco Sanudo (apanages à Andros et en Eubée)    |  |  |  |  |  |  |  |  |  |  |  |  |  |  |  |  |  |  |  |  |  |  |  |  |  |  |  |  |  |  |  |  |
|  |  |                                             |                                             |                                             |                                             |                                             |                                             |                                |                                |                                                   |                                                   |                                                   |                                                   |                                                   |                                                   |                                          |                                          |                                                                  |                                                                  |                                                                  |                                                                  |                                                                  |                                                                  |                                   |                                   |                                                           |                                                           |                                                           |                                                           |                                                           |                                                           |                                     |                                     |                                                 |                                                 |                                                 |                                                 |                                                 |                                                 |  |  |  |  |  |  |  |  |  |  |  |  |  |  |  |  |  |  |  |  |  |  |  |  |  |  |  |  |  |  |  |  |
|  |  | Marco (Marcolino) Sanudo (apanage de Milos) | Marco (Marcolino) Sanudo (apanage de Milos) | Marco (Marcolino) Sanudo (apanage de Milos) | Marco (Marcolino) Sanudo (apanage de Milos) | Marco (Marcolino) Sanudo (apanage de Milos) | Marco (Marcolino) Sanudo (apanage de Milos) |                                |                                | Niccolò Sanudo ∞ Jeanne de Brienne 1323 - 1341    | Niccolò Sanudo ∞ Jeanne de Brienne 1323 - 1341    | Niccolò Sanudo ∞ Jeanne de Brienne 1323 - 1341    | Niccolò Sanudo ∞ Jeanne de Brienne 1323 - 1341    | Niccolò Sanudo ∞ Jeanne de Brienne 1323 - 1341    | Niccolò Sanudo ∞ Jeanne de Brienne 1323 - 1341    |                                          |                                          | Marino et Pietro Sanudo                                          | Marino et Pietro Sanudo                                          | Marino et Pietro Sanudo                                          | Marino et Pietro Sanudo                                          | Marino et Pietro Sanudo                                          | Marino et Pietro Sanudo                                          |                                   |                                   | Giovanni Sanudo 1341 - 1362                               | Giovanni Sanudo 1341 - 1362                               | Giovanni Sanudo 1341 - 1362                               | Giovanni Sanudo 1341 - 1362                               | Giovanni Sanudo 1341 - 1362                               | Giovanni Sanudo 1341 - 1362                               |                                     |                                     | Gugliemo Sanudo                                 | Gugliemo Sanudo                                 | Gugliemo Sanudo                                 | Gugliemo Sanudo                                 | Gugliemo Sanudo                                 | Gugliemo Sanudo                                 |  |  |  |  |  |  |  |  |  |  |  |  |  |  |  |  |  |  |  |  |  |  |  |  |  |  |  |  |  |  |  |  |
|  |  | Marco (Marcolino) Sanudo (apanage de Milos) | Marco (Marcolino) Sanudo (apanage de Milos) | Marco (Marcolino) Sanudo (apanage de Milos) | Marco (Marcolino) Sanudo (apanage de Milos) | Marco (Marcolino) Sanudo (apanage de Milos) | Marco (Marcolino) Sanudo (apanage de Milos) |                                |                                | Niccolò Sanudo ∞ Jeanne de Brienne 1323 - 1341    | Niccolò Sanudo ∞ Jeanne de Brienne 1323 - 1341    | Niccolò Sanudo ∞ Jeanne de Brienne 1323 - 1341    | Niccolò Sanudo ∞ Jeanne de Brienne 1323 - 1341    | Niccolò Sanudo ∞ Jeanne de Brienne 1323 - 1341    | Niccolò Sanudo ∞ Jeanne de Brienne 1323 - 1341    |                                          |                                          | Marino et Pietro Sanudo                                          | Marino et Pietro Sanudo                                          | Marino et Pietro Sanudo                                          | Marino et Pietro Sanudo                                          | Marino et Pietro Sanudo                                          | Marino et Pietro Sanudo                                          |                                   |                                   | Giovanni Sanudo 1341 - 1362                               | Giovanni Sanudo 1341 - 1362                               | Giovanni Sanudo 1341 - 1362                               | Giovanni Sanudo 1341 - 1362                               | Giovanni Sanudo 1341 - 1362                               | Giovanni Sanudo 1341 - 1362                               |                                     |                                     | Gugliemo Sanudo                                 | Gugliemo Sanudo                                 | Gugliemo Sanudo                                 | Gugliemo Sanudo                                 | Gugliemo Sanudo                                 | Gugliemo Sanudo                                 |  |  |  |  |  |  |  |  |  |  |  |  |  |  |  |  |  |  |  |  |  |  |  |  |  |  |  |  |  |  |  |  |
|  |  | Fiorenza Sanudo                             | Fiorenza Sanudo                             | Fiorenza Sanudo                             | Fiorenza Sanudo                             | Fiorenza Sanudo                             | Fiorenza Sanudo                             |                                |                                | Francesco Ier Crispo 1383 - 1397                  | Francesco Ier Crispo 1383 - 1397                  | Francesco Ier Crispo 1383 - 1397                  | Francesco Ier Crispo 1383 - 1397                  | Francesco Ier Crispo 1383 - 1397                  | Francesco Ier Crispo 1383 - 1397                  |                                          |                                          | 1. Giovanni dalle Carceri                                        | 1. Giovanni dalle Carceri                                        | 1. Giovanni dalle Carceri                                        | 1. Giovanni dalle Carceri                                        | 1. Giovanni dalle Carceri                                        | 1. Giovanni dalle Carceri                                        |                                   |                                   | Fiorenza Sanudo 1362 - 1371                               | Fiorenza Sanudo 1362 - 1371                               | Fiorenza Sanudo 1362 - 1371                               | Fiorenza Sanudo 1362 - 1371                               | Fiorenza Sanudo 1362 - 1371                               | Fiorenza Sanudo 1362 - 1371                               |                                     |                                     | 2. Niccolo Sanudo Spezzabanda 1362 - 1371       | 2. Niccolo Sanudo Spezzabanda 1362 - 1371       | 2. Niccolo Sanudo Spezzabanda 1362 - 1371       | 2. Niccolo Sanudo Spezzabanda 1362 - 1371       | 2. Niccolo Sanudo Spezzabanda 1362 - 1371       | 2. Niccolo Sanudo Spezzabanda 1362 - 1371       |  |  |  |  |  |  |  |  |  |  |  |  |  |  |  |  |  |  |  |  |  |  |  |  |  |  |  |  |  |  |  |  |
|  |  | Fiorenza Sanudo                             | Fiorenza Sanudo                             | Fiorenza Sanudo                             | Fiorenza Sanudo                             | Fiorenza Sanudo                             | Fiorenza Sanudo                             |                                |                                | Francesco Ier Crispo 1383 - 1397                  | Francesco Ier Crispo 1383 - 1397                  | Francesco Ier Crispo 1383 - 1397                  | Francesco Ier Crispo 1383 - 1397                  | Francesco Ier Crispo 1383 - 1397                  | Francesco Ier Crispo 1383 - 1397                  |                                          |                                          | 1. Giovanni dalle Carceri                                        | 1. Giovanni dalle Carceri                                        | 1. Giovanni dalle Carceri                                        | 1. Giovanni dalle Carceri                                        | 1. Giovanni dalle Carceri                                        | 1. Giovanni dalle Carceri                                        |                                   |                                   | Fiorenza Sanudo 1362 - 1371                               | Fiorenza Sanudo 1362 - 1371                               | Fiorenza Sanudo 1362 - 1371                               | Fiorenza Sanudo 1362 - 1371                               | Fiorenza Sanudo 1362 - 1371                               | Fiorenza Sanudo 1362 - 1371                               |                                     |                                     | 2. Niccolo Sanudo Spezzabanda 1362 - 1371       | 2. Niccolo Sanudo Spezzabanda 1362 - 1371       | 2. Niccolo Sanudo Spezzabanda 1362 - 1371       | 2. Niccolo Sanudo Spezzabanda 1362 - 1371       | 2. Niccolo Sanudo Spezzabanda 1362 - 1371       | 2. Niccolo Sanudo Spezzabanda 1362 - 1371       |  |  |  |  |  |  |  |  |  |  |  |  |  |  |  |  |  |  |  |  |  |  |  |  |  |  |  |  |  |  |  |  |
|  |  |                                             |                                             |                                             |                                             |                                             |                                             |                                |                                |                                                   |                                                   |                                                   |                                                   |                                                   |                                                   |                                          |                                          |                                                                  |                                                                  |                                                                  |                                                                  |                                                                  |                                                                  |                                   |                                   |                                                           |                                                           |                                                           |                                                           |                                                           |                                                           |                                     |                                     |                                                 |                                                 |                                                 |                                                 |                                                 |                                                 |  |  |  |  |  |  |  |  |  |  |  |  |  |  |  |  |  |  |  |  |  |  |  |  |  |  |  |  |  |  |  |  |
|  |  |                                             |                                             |                                             |                                             | Giacomo Ier Crispo 1397 - 1418              | Giacomo Ier Crispo 1397 - 1418              | Giacomo Ier Crispo 1397 - 1418 | Giacomo Ier Crispo 1397 - 1418 | Giacomo Ier Crispo 1397 - 1418                    | Giacomo Ier Crispo 1397 - 1418                    |                                                   |                                                   |                                                   |                                                   |                                          |                                          |                                                                  |                                                                  |                                                                  |                                                                  | Niccolo dalle Carceri 1371 - 1383                                | Niccolo dalle Carceri 1371 - 1383                                | Niccolo dalle Carceri 1371 - 1383 | Niccolo dalle Carceri 1371 - 1383 | Niccolo dalle Carceri 1371 - 1383                         | Niccolo dalle Carceri 1371 - 1383                         |                                                           |                                                           | Maria Sanudo ∞ Gaspard Sommaripa                          | Maria Sanudo ∞ Gaspard Sommaripa                          | Maria Sanudo ∞ Gaspard Sommaripa    | Maria Sanudo ∞ Gaspard Sommaripa    | Maria Sanudo ∞ Gaspard Sommaripa                | Maria Sanudo ∞ Gaspard Sommaripa                |                                                 |                                                 |                                                 |                                                 |  |  |  |  |  |  |  |  |  |  |  |  |  |  |  |  |  |  |  |  |  |  |  |  |  |  |  |  |  |  |  |  |
|  |  |                                             |                                             |                                             |                                             | Giacomo Ier Crispo 1397 - 1418              | Giacomo Ier Crispo 1397 - 1418              | Giacomo Ier Crispo 1397 - 1418 | Giacomo Ier Crispo 1397 - 1418 | Giacomo Ier Crispo 1397 - 1418                    | Giacomo Ier Crispo 1397 - 1418                    |                                                   |                                                   |                                                   |                                                   |                                          |                                          |                                                                  |                                                                  |                                                                  |                                                                  | Niccolo dalle Carceri 1371 - 1383                                | Niccolo dalle Carceri 1371 - 1383                                | Niccolo dalle Carceri 1371 - 1383 | Niccolo dalle Carceri 1371 - 1383 | Niccolo dalle Carceri 1371 - 1383                         | Niccolo dalle Carceri 1371 - 1383                         |                                                           |                                                           | Maria Sanudo ∞ Gaspard Sommaripa                          | Maria Sanudo ∞ Gaspard Sommaripa                          | Maria Sanudo ∞ Gaspard Sommaripa    | Maria Sanudo ∞ Gaspard Sommaripa    | Maria Sanudo ∞ Gaspard Sommaripa                | Maria Sanudo ∞ Gaspard Sommaripa                |                                                 |                                                 |                                                 |                                                 |  |  |  |  |  |  |  |  |  |  |  |  |  |  |  |  |  |  |  |  |  |  |  |  |  |  |  |  |  |  |  |  |
|  |  |                                             |                                             |                                             |                                             |                                             |                                             |                                |                                |                                                   |                                                   |                                                   |                                                   |                                                   |                                                   |                                          |                                          |                                                                  |                                                                  |                                                                  |                                                                  |                                                                  |                                                                  |                                   |                                   |                                                           |                                                           |                                                           |                                                           | Fiorenza Sanudo-Sommaripa                                 |                                                           |                                     |                                     |                                                 |                                                 |                                                 |                                                 |                                                 |                                                 |  |  |  |  |  |  |  |  |  |  |  |  |  |  |  |  |  |  |  |  |  |  |  |  |  |  |  |  |  |  |  |  |
|  |  |                                             |                                             |                                             |                                             |                                             |                                             |                                |                                |                                                   |                                                   |                                                   |                                                   |                                                   |                                                   |                                          |                                          |                                                                  |                                                                  |                                                                  |                                                                  |                                                                  |                                                                  |                                   |                                   |                                                           |                                                           |                                                           |                                                           |                                                           |                                                           |                                     |                                     |                                                 |                                                 |                                                 |                                                 |                                                 |                                                 |  |  |  |  |  |  |  |  |  |  |  |  |  |  |  |  |  |  |  |  |  |  |  |  |  |  |  |  |  |  |  |  |
|  |  |                                             |                                             |                                             |                                             |                                             |                                             |                                |                                |                                                   |                                                   |                                                   |                                                   |                                                   |                                                   |                                          |                                          |                                                                  |                                                                  |                                                                  |                                                                  |                                                                  |                                                                  |                                   |                                   |                                                           |                                                           |                                                           |                                                           |                                                           |                                                           |                                     |                                     |                                                 |                                                 |                                                 |                                                 |                                                 |                                                 |  |  |  |  |  |  |  |  |  |  |  |  |  |  |  |  |  |  |  |  |  |  |  |  |  |  |  |  |  |  |  |  |
|  |  |                                             |                                             |                                             |                                             |                                             |                                             |                                |                                |                                                   |                                                   |                                                   |                                                   |                                                   |                                                   |                                          |                                          | Famille Crispo                                                   |                                                                  |                                                                  |                                                                  |                                                                  |                                                                  |                                   |                                   |                                                           |                                                           |                                                           |                                                           |                                                           |                                                           |                                     |                                     |                                                 |                                                 |                                                 |                                                 |                                                 |                                                 |  |  |  |  |  |  |  |  |  |  |  |  |  |  |  |  |  |  |  |  |  |  |  |  |  |  |  |  |  |  |  |  |